# 니시테쓰군
니시테쓰군(일본어: 西鉄軍 니시테쓰군[*], 영어: Nisitetsu Baseball Club)는 1941년부터 1943년까지 3년간 존재했던 일본 프로 야구의 일본 야구 연맹 소속 구단이다.
구단명으로 '니시테쓰'라는 이름을 사용하였지만 이후 1949년 발족해 현재 사이타마 세이부 라이온스의 모체가 되는 '니시테쓰 클리퍼스'와는 관계가 없다.

## 구단의 역사
1941년, 쓰바사군과 나고야 긴코군(이후의 주니치 드래곤스와는 관계 없음)이 합병하여 다이요군(大洋軍, 이후의 다이요 웨일스 및 쇼치쿠 로빈스·다이요 로빈스(현 요코하마에 합병)와는 관계 없음)을 결성했다. 1942년 5월 24일에는 고라쿠엔 구장에서 나고야군(주니치 드래곤스의 직접적인 전신 구단)과 연장 28회의 경기를 치르기도 했다. 이후 1943년 적자 경영으로 인하여 후쿠오카현의 철도 회사인 서일본 철도에 경영권이 넘어가며 니시테쓰군(西鉄軍)으로 구단명을 변경했다.
도쿄 세네터스 창설의 중심점이었던 귀족원의 의원 아리마 요리야스(후에 일본 중앙 경마회의 이사장을 역임)가 구루메 영주의 직계 혈족이었기 때문에 당시 가신에 해당했던 이시바시 쇼지(브리지 스톤 사장)와 가가미야마 다다오(시로키야 백화점 사장)의 원조를 받기 위해 규슈 지역으로 본거지를 이동했다. 본거지는 규슈였지만 당시는 프랜차이즈제의 집행 이전 시기였기 때문에 공식전은 한신 고시엔 구장, 한큐 니시노미야 구장, 고라쿠엔 구장의 세 구장을 중심으로 이루어졌고 본거지인 규슈에서는 경기가 이루어지지 않았다. 이때 후쿠오카의 니시테쓰 본사와 팀의 연락 역할을 완수했던 인물은 당시 서 도쿄 출장 소장에서 나중에 니시테쓰 라이온스의 구단 사장을 지내게 되는 니시 마타지로였다. 또한 규슈 지방에서 프로 야구 공식전이 처음 열리는 것은 전후인 1946년 8월 16일 구마모토현의 스이젠지 야구장에서 골드 스타(이후 마이니치 오리온스에 합병)와 긴키 그레이트링(현재의 후쿠오카 소프트뱅크 호크스)의 경기였다.
전쟁으로 인한 자금난과 선수의 징병 등으로 팀 운영이 어려워지자 1943년 시즌이 끝나고 구단은 해산했다.
전후 일본 야구 연맹에 복귀 소원을 냈지만 연맹이 활동을 정지했던 1944년까지 존속하고 있지 않았다는 것을 이유로 복귀를 거부당했다. 따라서 서일본 철도는 1950년 2리그로 분립될 당시 니시테쓰 클리퍼스로 퍼시픽 리그에 가입했다. 현재 사이타마 세이부 라이온즈는 이 클리퍼스를 승계하고 있다.
명목상으로는 쓰바사군과 나고야 긴코군의 대등한 합병이었으며 다이요군은 쓰바사군의 아리마 요리야스와 나고야 긴코군의 오미야 고사부로의 동업자였다. 그러나 합병을 통해 나고야 긴코군의 모회사인 나고야 신문사(현재의 주니치 신문)가 구단 경영에서 철수하면서 아리마와 오미야의 개인 소유로 있었기 때문에 원래 개인 소유였던 쓰바사군의 나고야 긴코군 흡수 합병이라는 해석이 일반적이다.

## 팀의 특징
투수에서는 노구치 지로, 곤도 사다오가 있었으며 타자에는 노닌 와타루가 뛰기도 했다. 노구치 아키라와 구로사와 도시오가 전후 복귀하기도 했다.
타선은 다소 힘이 약했으나 투수진은 우수하여 1941년 기록한 팀 방어율 1.33은 아직까지 깨지지 않고 있는 프로 야구 기록이다. 또한 창립에서 해산까지 한 번도 승률이 5할 밑으로 내려가지 않은 유일한 프로 야구 구단이기도 하다.

## 역대 감독
- 가리타 히사노리(1941년)
- 이시모토 슈이치(1942년 ~ 1943년)

## 팀 성적·기록
- A클래스 : 2회(1941년 ~ 1942년)
- B클래스 : 1회(1943년)
- 연속 A클래스 진입 최장 기록 : 2년 연속(1941년 ~ 1942년)
- 연속 B클래스 최장 기록 : 1년(1943년)
- 최다 승리 : 60승(1942년)
- 최다 패배 : 39패(1942년)
- 최다 무승부 : 8무(1943년)
- 최고 승률 : .606(1942년)
- 최저 승률 : .513(1943년)

## 기타 기록
- 최소 경기 차이 : 12.5경기(1942년, 1943년)
- 최대 경기 차이 : 15경기(1941년)
- 최다 홈런 : 18개(1942년)
- 최소 홈런 : 7개(1943년)
- 최고 타율 : .198(1943년)
- 최저 타율 : .177(1941년)
- 최고 평균 자책점 : 1.33(1941년)※ 일본 프로 야구 기록
- 최저 방어율 : 2.21(1943년)

## 역대 홈구장
당시는 프랜차이즈제가 도입되지 않았기 때문에 홈구장이라고 할 구장은 존재하지 않는다.

## 연도별 성적
| 연도   | 감독            | 순위 | 경기 | 승 | 패 | 무 | 승률 | 게임차 | 득점 | 실점 | 타율 | 홈런 | 도루 | 방어율 | 실책 |
| ------ | --------------- | ---- | ---- | -- | -- | -- | ---- | ------ | ---- | ---- | ---- | ---- | ---- | ------ | ---- |
| 1941년 | 가리타 히사노리 | 3    | 87   | 47 | 37 | 3  | .560 | 15     | 204  | 170  | .189 | 9    | 91   | 1.33   | 121  |
| 1942년 | 이시모토 슈이치 | 2    | 105  | 60 | 39 | 6  | .606 | 12.5   | 238  | 209  | .191 | 18   | 63   | 1.42   | 156  |
| 1943년 | 이시모토 슈이치 | 5    | 84   | 39 | 37 | 8  | .513 | 12.5   | 276  | 236  | .198 | 7    | 48   | 2.21   | 101  |